# Santa con due angeli
La Santa con due angeli è un dipinto a olio su tavola (26x19 cm) del Parmigianino, databile al 1523-1524 circa e conservato nello Städel di Francoforte.

## Storia e descrizione
Se ne conoscono due copie antiche, una alla Galleria nazionale di Parma e una al Kunsthistorisches Museum di Vienna, in cui alla figura della martire seduta è associata la ruota dentata, attributo di santa Caterina d'Alessandria, assente nel dipinto di Francoforte. Anticamente il dipinto di Vienna era considerato originale e quello di Francoforte una copia, ma la posizione della critica si ribaltò dal 1932, quando un esame radiografico mise in luce, sotto le pesanti ridipinture, un disegno finissimo. La versione di Francoforte era stata acquistata nel 1913 dalla baronessa Beaulieau-Marçonnay ed è considerata autentica da tutta la critica tranne che da Copertini (1945-1950) e la Frölich-Bum (1953).
Freedberg la datò al 1524 circa, in base a confronti con la Madonna Doria ala Galleria Doria-Pamphili e con il ritratto di Paola Gonzaga nella Stufetta di Diana e Atteone a Fontanellato, in particolare riguardo alla posa e al volto appuntito della protagonista. Inoltre la posa della santa riprende quella di Diana dipinta da Correggio sul camino della Camera della Badessa a Parma. 
Lo sfondo è un plumbeo cielo nuvoloso, con una quinta verdeggiante composta da alcuni arbusti e da una palma da cui la santa sembra aver appena staccato una fronda, quale simbolo di accettazione del martirio. Vicino all'albero giocano due putti-angioletti. La protagonista è accovacciata mentre compie una torsione delle gambe. Indossa una veste vaporosa, resa leggera e setosa da pennellate veloci e fluide, con i capelli raccolti in una complessa acconciatura, che si ritrova anche in altre opere di quel periodo.